# Pedro Porro
Pedro Antonio Porro Sauceda, född 13 september 1999, är en spansk fotbollsspelare som spelar för Tottenham Hotspur.